# Infundibulum ethmoïdal
L'infundibulum ethmoïdal est une demi-cellule ethmoïdale qui forme la partie médiale du sinus frontal.

## Description
L'infundibulum ethmoïdal est une cavité en forme d'entonnoir qui débouche dans le méat nasal moyen.
Il est délimité en haut par la bulle ethmoïdale et en bas par la surface latérale du processus unciforme de l'os ethmoïde.
Dans la majorité des cas il débouche à l'extrémité supérieure de la gouttière unciformienne. Dans d'autres cas, il débouche en dedans de l'extrémité supérieure du processus unciforme ou de la travée unci-bullaire entre le processus unciforme et la bulle ethmoïdale.